# And I
„And I” este un cântec al interpretei americane Ciara. Piesa a fost compusă de Adonis Shropshire, fiind inclusă pe materialul discografic de debut al artistei, Goodies. Înregistrarea a fost lansată ultimul single al albumului în vara anului 2005.
Piesa a devenit un eșec comercial în țara natală a solistei, aceasta fiind și singura regiune în care discul a activat.

## Lista cântecelor
Disc single distribuit prin iTunes
- „And I” - 3:53 (versiunea de pe album)

## Clasamente
| Clasament                            | Poziția maximă | Referință |
| ------------------------------------ | -------------- | --------- |
| U.S. Billboard Hot 100               | 96             | [ 3 ]     |
| U.S. Billboard Hot R&B/Hip-Hop Songs | 27             | [ 3 ]     |